# Assumpte Hilsner

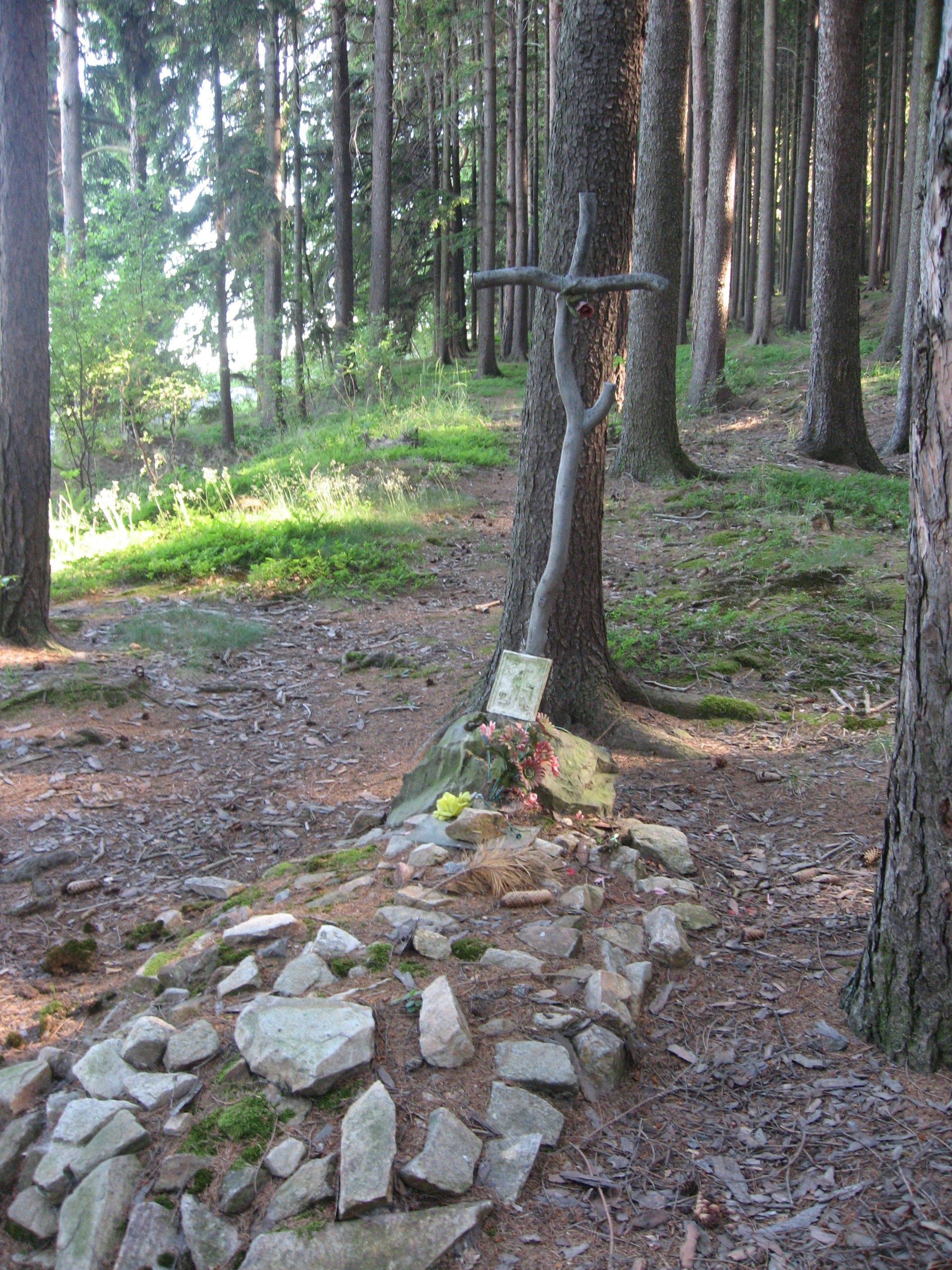
Tomba Simbòlica d'Anežka Hrůzová (al costat de Polná, 2007)

L'Assumpte Hilsner, Cas Hilsner o l'Assumpte Polná foren una sèrie de processos judicials antisemites arran d'una acusació de libel de sang en contra de Leopold Hilsner, un habitant jueu del llogaret de Polná a Bohèmia del 1899 i 1900. El cas aconseguí la publicitat mediàtica del moment.

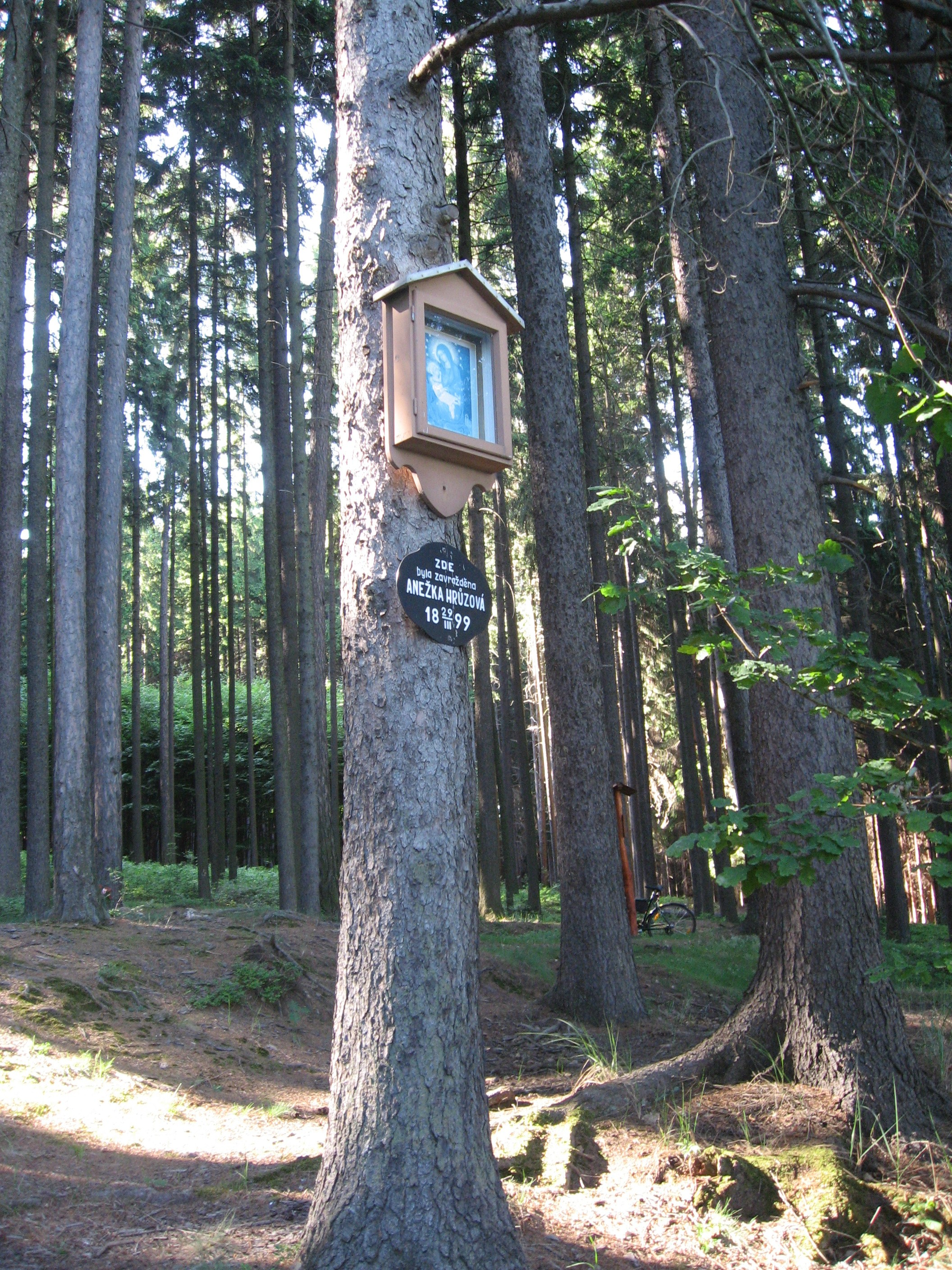
El lloc on Anežka Hrůzová fou assassinada.